# John Bruce
John Bruce ou Brousse (1837 – 26 octobre 1893) fut le premier Président du gouvernement provisoire métis pendant la Rébellion de la rivière Rouge en 1869. Il resta dans la colonie de la rivière Rouge après l'arrivée des troupes de Wolseley, et Adams George Archibald, le premier lieutenant-gouverneur du Manitoba nouvellement créé, le nomma juge au tribunal des petites causes et magistrat stipendiaire. Il fut renvoyé en 1874 pour avoir rejoint les Fenians de William Bernard O'Donoghue.

## Lien
- Biographie sur le Dictionnaire biographique du Canada en ligne